# Дуброво (Тихвинский район)
Дуброво — деревня в Борском сельском поселении Тихвинского района Ленинградской области.

## История
Деревня Дубро упоминается на «Специальной карте западной части России» Ф. Ф. Шуберта 1844 года.

ДУБРОВА — деревня Дубровского общества, Пашекожельского прихода. Река Паша.

Крестьянских дворов — 45. Строений — 88, в том числе жилых — 59. 

Число жителей по семейным спискам 1879 г.: 85 м. п., 94 ж. п.; по приходским сведениям 1879 г.: 83 м. п., 94 ж. п.

В конце XIX века деревня относилась к Новинской волости 2-го стана, в начале XX века — к Новинской волости 1-го земского участка 1-го стана Тихвинского уезда Новгородской губернии.
В начале XX века близ деревни находился жальник.

ДУБРОВА — деревня Дубровского общества, дворов — 60, жилых домов — 75, число жителей: 146 м. п., 160 ж. п.
 
Занятия жителей — земледелие, лесные заработки. Река Паша. Часовня, земская школа, мелочная лавка. (1910 год)

С 1917 по 1918 год деревня Дуброво входила в состав Новинской волости Тихвинского уезда Новгородской губернии. 
С 1918 года в составе Череповецкой губернии.
С 1924 года в составе Прогальской волости.
С 1927 года в составе Сарожского сельсовета Тихвинского района.
В 1928 году население деревни Дуброво составляло 318 человек.

Деревня Дуброво на карте 1932 года

Согласно карте Ленинградской области Северо-западного аэрогеодезического треста ГГУ издания 1932 года деревня называлась Дуброва и насчитывала 31 крестьянский двор.
По данным 1933 года в состав Сарожского сельсовета входил выселок Дуброва.
В 1961 году население деревни Дуброво составляло 233 человека.
С 1965 года в составе Шомушского сельсовета.
По данным 1966 и 1973 годов деревня Дуброво также входила в состав Шомушского сельсовета, административный центр сельсовета находился в деревне Бор.
По данным 1990 года деревня Дуброво входила в состав Борского сельсовета.
В 1997 году в деревне Дуброво Борской волости проживали 85 человек, в 2002 году — 80 человек (русские — 99 %).
В 2007 году в деревне Дуброво Борского СП проживали 82 человека, в 2010 году — 85, в 2012 году — 102 человека.

## География
Деревня расположена в центральной части района на автодороге 41К-898 (подъезд к дер. Дуброво), к северу от автодороги 41А-009 (Лодейное Поле — Тихвин — Чудово).
Расстояние до административного центра поселения — 12 км.
Расстояние до ближайшей железнодорожной станции Тихвин — 27,5 км.
Деревня находится на правом берегу реки Паша.

## Демография
| 1879 | 1910 | 1928 | 1961 | 1997 | 2002 | 2007 |
| ---- | ---- | ---- | ---- | ---- | ---- | ---- |
| 179  | ↗306 | ↗318 | ↘233 | ↘85  | ↘80  | ↗82  |
| 2010 | 2017 |      |      |      |      |      |
| ↗85  | ↗99  |      |      |      |      |      |

### Национальный состав
Согласно данным Всероссийской переписи населения 2021 года в деревне проживали 105 человек, из них:
 русские — 101, азербайджанцы — 4 человека.

## Достопримечательности
- Часовня Преображения Господня, 2007 года постройки, деревянная, архитектор В. Н. Гурьянов, действующая, прихода Спасо-Преображенского собора города Тихвина[20].